# Fierle Peak
Fierle Peak är en bergstopp i Antarktis. Den ligger i Västantarktis. Argentina och Storbritannien gör anspråk på området. Toppen på Fierle Peak är 1 960 meter över havet.
Terrängen runt Fierle Peak är kuperad åt nordväst, men åt sydost är den platt. Trakten är obefolkad. Det finns inga samhällen i närheten. 